# Блохинські Виселки
Бло́хинські Ви́селки (рос. Блохинские Выселки, ерз. Блохинские Выселки) — селище у складі Лямбірського району Мордовії, Росія. Входить до складу Берсеневського сільського поселення.

## Населення
Населення — 66 осіб (2010; 77 у 2002).
Національний склад (станом на 2002 рік):
- росіяни — 77 %